# Maithon
Maithon là một thị trấn thống kê (census town) của quận Dhanbad thuộc bang Jharkhand, Ấn Độ.

## Nhân khẩu
Theo điều tra dân số năm 2001 của Ấn Độ, Maithon có dân số 19.728 người. Phái nam chiếm 53% tổng số dân và phái nữ chiếm 47%. Maithon có tỷ lệ 74% biết đọc biết viết, cao hơn tỷ lệ trung bình toàn quốc là 59,5%: tỷ lệ cho phái nam là 81%, và tỷ lệ cho phái nữ là 67%. Tại Maithon, 11% dân số nhỏ hơn 6 tuổi.